# Inmigración francesa en Argentina
La inmigración francesa en Argentina fue una de las más numerosas de entre todas las de inmigrantes europeos que llegaron a Argentina entre mediados del siglo XIX y mediados del siglo XX. Aunque muy por debajo de las que son por lejos las dos principales corrientes de inmigración en esa época (españoles e italianos), la inmigración francesa y vasca francesa se ubicó cómoda en una segunda categoría junto a otras colectividades que también tenían una apreciable cantidad como las de alemanes, rusos y polacos.
Formó así, una de las comunidades de descendientes de franceses más destacadas del continente americano y del mundo fuera de Europa. Entre 1857 y 1946, 261.020 franceses emigraron a Argentina. De esta cifra, se estima que sólo 100.000 se radicaron de forma definitiva en el país. Hoy, más de 6 millones de argentinos tienen algún grado de ascendencia francesa (hasta un 17% de la población total).

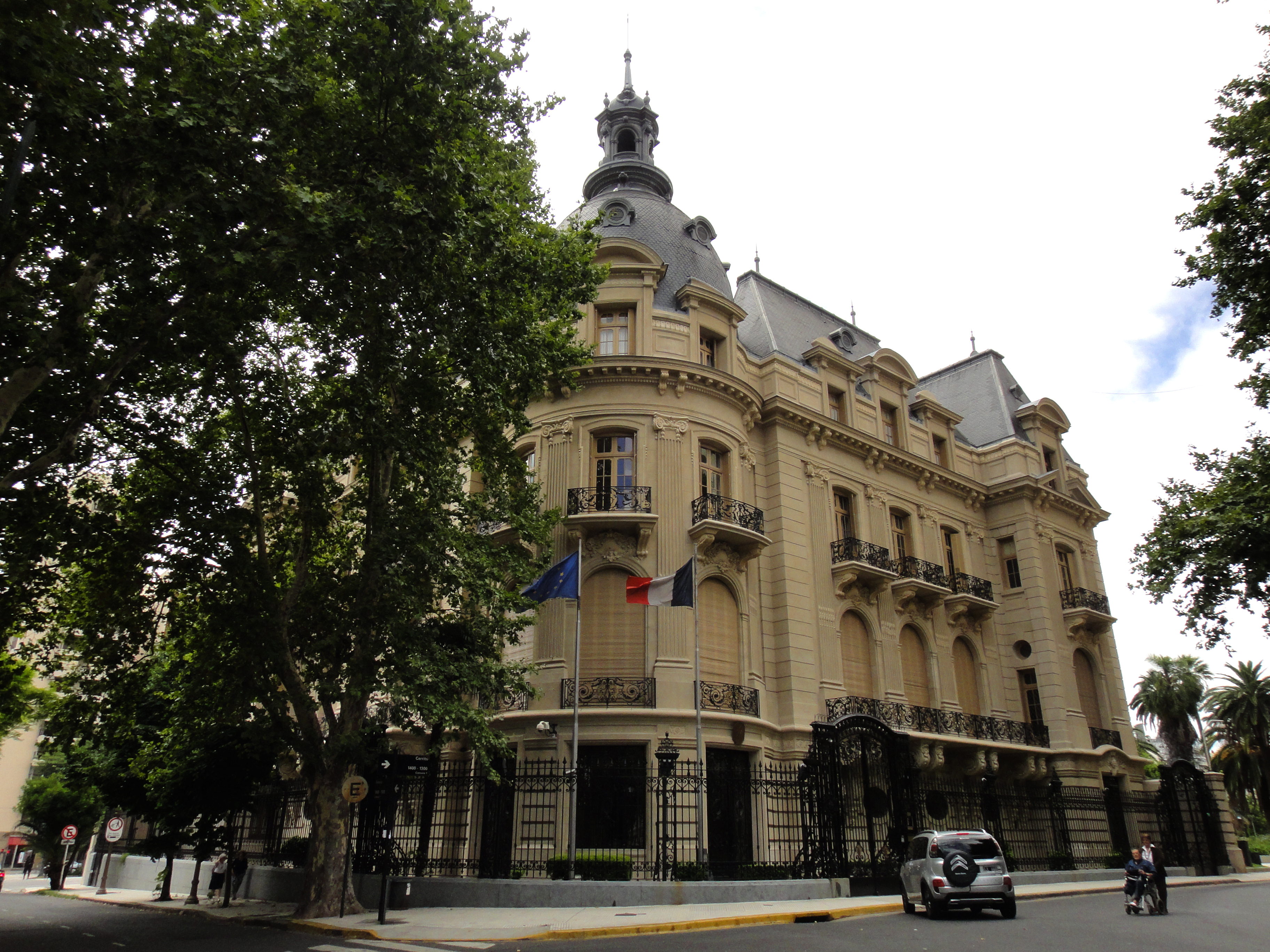
El Palacio Ortiz Basualdo, actual Embajada de Francia en Argentina.

Mientras los argentinos de ascendencia francesa constituyen un porcentaje sustancial de la población argentina, es menos visible que la de otros orígenes de tamaño similar. Esto se debe al alto grado de asimilación cultural, mezcla con otros inmigrantes europeos, en el caso de los inmigrantes vascos franceses a que tenían un trasfondo cultural distinto al del resto de franceses, y en el caso de zonas como el noroeste y Cuyo a la falta de importantes colonias francesas donde se asentaran los inmigrantes franceses para trabajar en cultivos o ganadería.

## Regiones de procedencia

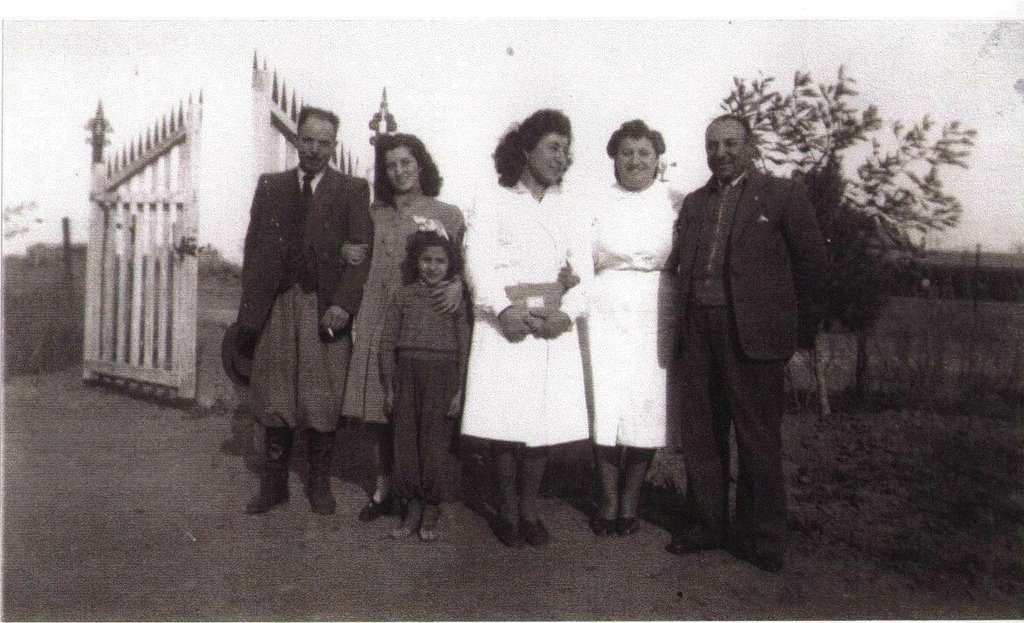
Inmigrantes franceses en Bahía Blanca hacia 1940.

La primera oleada de franceses que llegó al país procedía sobre todo de las regiones meridionales de Aquitania y Mediodía-Pirineos. Se embarcaban en Burdeos rumbo a América. Los vasco-franceses constituían además un grupo numéricamente importante.

## Integración y colonización

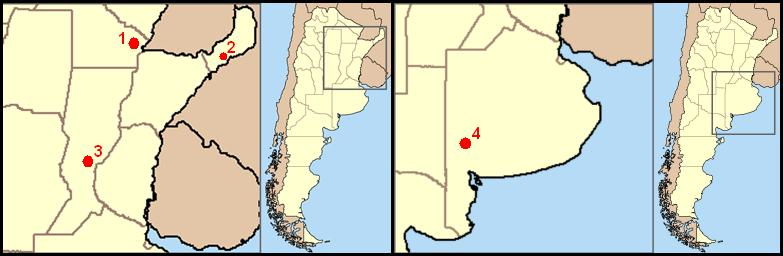
Margarita Belén (1), Oberá (2), Esperanza (3) y Pigüé (4) fueron algunas de las localidades habitadas por los primeros inmigrantes franceses.

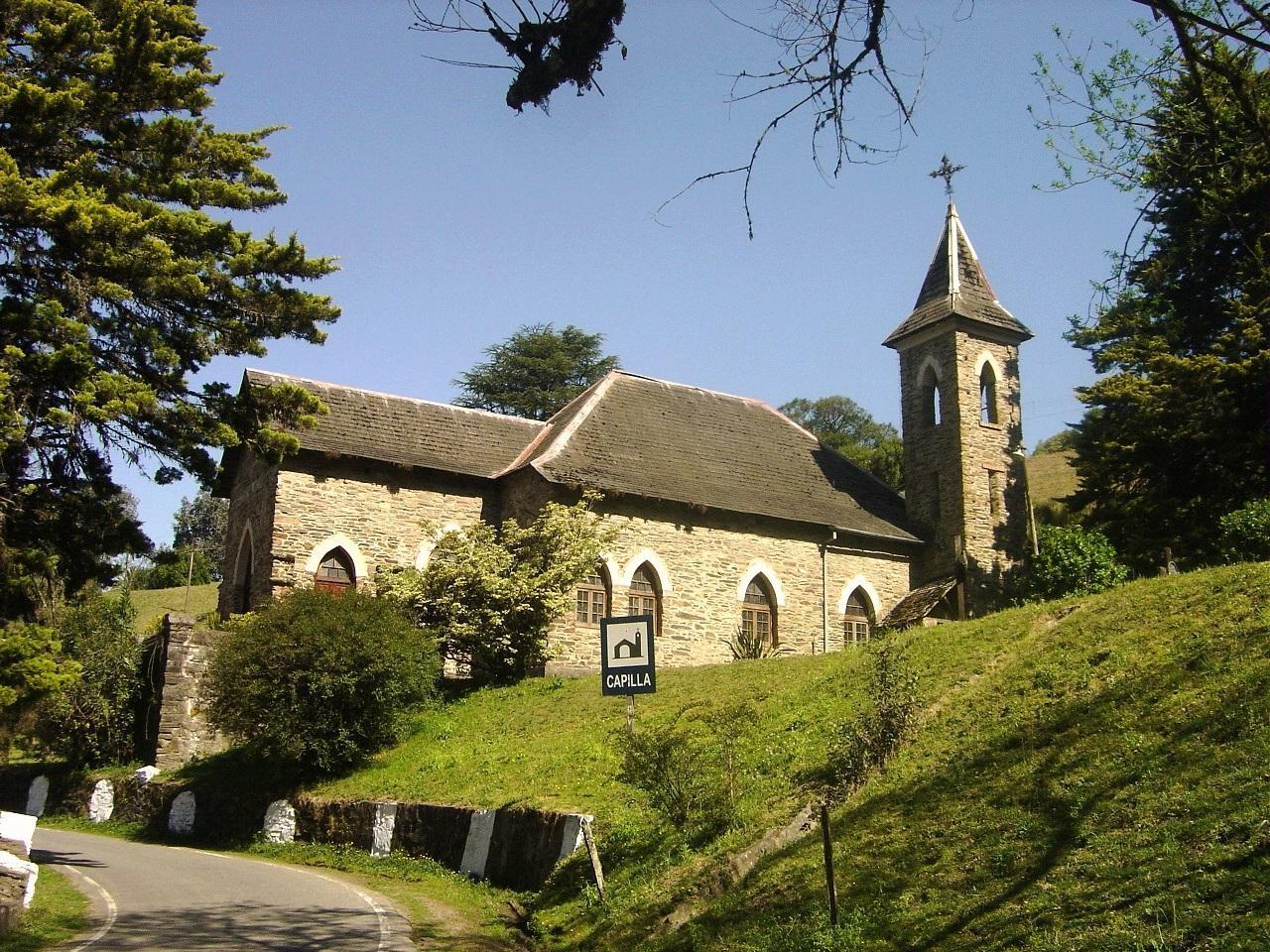
Capilla en Villa Nougués, provincia de Tucumán.

Si bien la mayoría de los inmigrantes franceses se integraron a la vida urbana en la Ciudad de Buenos Aires y el área metropolitana, así como en las otras grandes urbes del país, hubo también proyectos de colonización agrícola. Los más importantes tuvieron lugar en Pigüé (sudoeste del interior de la Provincia de Buenos Aires) y en Chaco (departamentos Primero de Mayo y Bermejo). También hubo pobladores franceses, junto a alemanes y suizos, en la colonia Esperanza, fundada en 1865 por Aarón Castellanos. Otro grupo de inmigrantes franceses se radicó en Oberá, Misiones. 

### Ciudad de Buenos Aires
La gran mayoría se establece en los alrededores de Plaza Francia, sector de la ciudad que eventualmente se convertiría en lo que hoy es el conocido barrio de la Recoleta. Desde el 1840, llegan los grandes emprendedores franceses, paisajistas y arquitectos, invitados por el gobierno argentino de la época con el propósito de la creación de parques y modernización del diseño urbano. Los mismos dan lugar a una nueva urbe espejo de París en Latinoamérica. Entre los más renombrados se encuentra el paisajista Carlos Thays y su equipo de expertos parisinos, quienes darían a Buenos Aires su aspecto de ciudad luminaria del neoclasicismo francés.

### Provincia de Buenos Aires

#### Pigüé
La ciudad de Pigüé fue fundada como una colonia francesa en 1884. Sus primeros habitantes eran originarios de la región histórica francesa del Rouergue en Occitania.

#### Villa Francia
Villa Francia fue fundada en 1909 por el colono Louis Lariguet, y le debe su denominación a la nacionalidad de aquel pionero.

### Chaco
Inmigrantes franceses, junto a inmigrantes friulanos (nordeste de Italia) y eslovenos fundaron en 1890 la localidad de Margarita Belén, considerada un ejemplo de cooperativismo en Argentina. La ciudad se encuentra 21 kilómetros al norte de Resistencia, capital provincial.

### Corrientes

#### Bonpland
Una de las colonias francesas más importantes en la provincia de Corrientes es la ciudad de Bonpland.

### Mendoza
La colonia francesa de San Rafael se constituyó en un importante destino para inmigrantes franceses asentados en la provincia de Mendoza de la mano de Julio Gerónimo Balloffet.

### Tucumán

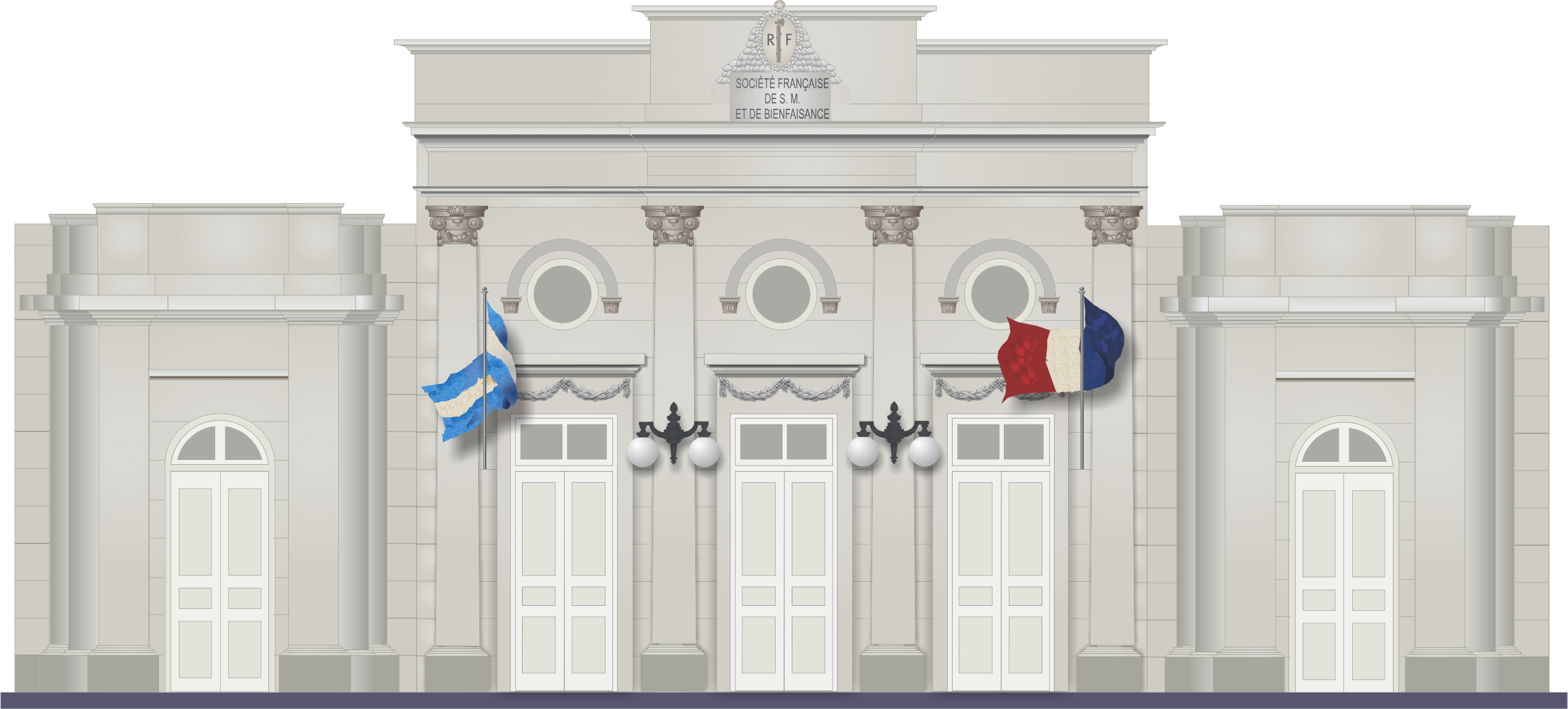
Sociedad Francesa de Tucumán (Société française de Tucumán).

La inmigración francesa en Tucumán está vinculada no solamente con la transformación de la industria azucarera operada a partir del primer influjo de 1830, sino también a la llegada de mano de obra capacitada, entre ellos panaderos, albañiles, artistas plásticos, técnicos ferroviarios, arquitectos, etc, muchos de ellos arribando también a partir de 1876 con la inauguración de la primera vía férrea (Ferrocarril Mitre) que uniría Tucumán con Buenos Aires. La azucarera es la primera industria pesada de la República Argentina y los ingenios serían operados por los técnicos franceses que enviaban las empresas fabricantes. El hijo de un inmigrantes francés, Luis Federico Nougués, se convertiría en gobernador de la provincia de Tucumán en 1906.
Estos son algunos de los apellidos de inmigrantes franceses a partir de 1830: Nougués, Rougés, Fagalde, Guerineau, Bascary, Apestey, Hileret, Berho, Dubourg, Marteau, Delgare, Etcheverry, Martorelle, Duport, Délaporte, Delacroix, Dode, Dupuy, Durrels, Dubois, Chamboud, Jambeau, Beltrés, Revol, Bugeau, Ardois, Abadie, Barraud, Delmas, Devillers, Bergeire, Elizalde, Etchecopar, Feraud, Gaillac, Haurigot, Lalanne, Lescarret, Merchot, Moulins, Tranchard, Pocous, Cartier, Parron, Soutadet, etc.

## Cifras

Distribución de los franceses en la Argentina en el censo de 1914.

Hacia el 31 de diciembre de 2014, unos 14.548 ciudadanos franceses estaban inscriptos en los registros consulares en Argentina. Casi el 80 % registró su residencia en el área metropolitana de Buenos Aires. También hay grupos en las provincias de Córdoba, Mendoza y Santa Fe. De los inscriptos, el 85 % nació en Francia.
| Gráfica de evolución demográfica de Inmigración francesa en Argentina entre 2001 y 2014                         |
| |
| données publiques sur data.gouv.fr y Ministerio de Asuntos Exteriores de Francia: 2010, 2011, 2012, 2013 y 2014 |

### Sexo y grupos de edad
Según el censo argentino de 2010, del total de 6.995 personas nacidas en Francia, 3.513 son hombres y 3.482 mujeres. Del total de hombres, 322 tienen entre 0 y 14 años, 2.386 entre 15 y 64 y 805 son mayores de 65 años de edad. Del total de mujeres, 302 tienen entre 0 y 14 años, 2.098 entre 15 y 64 y 1.082 son mayores de 65 años.

## Distribución territorial

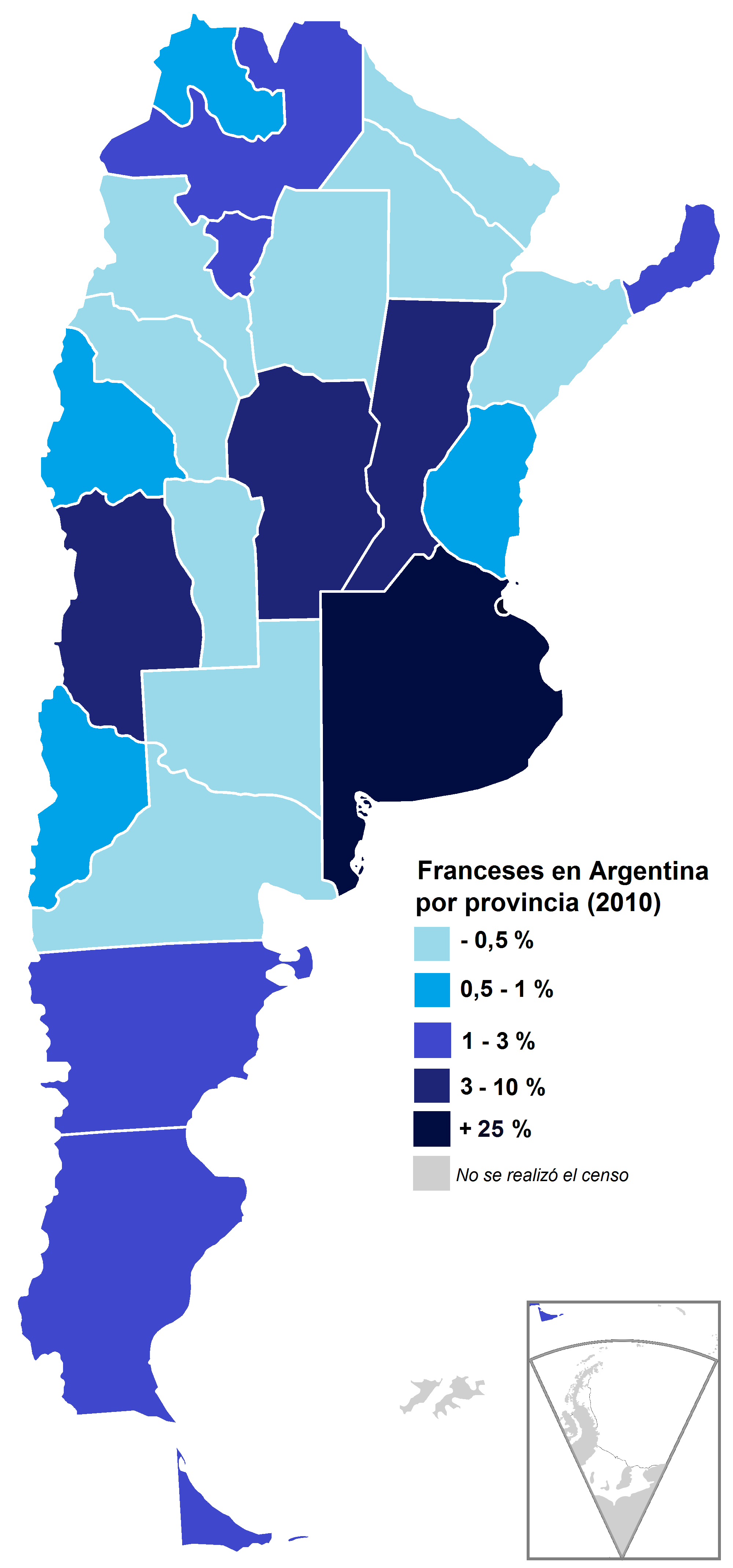
Porcentaje de franceses en Argentina por provincia según el censo 2010.

El censo argentino de 2010 registró 6.995 personas nacidas en Francia. La siguiente tabla muestra la distribución en las 24 jurisdicciones de primer orden que conformarn la Argentina (23 provincias y la Ciudad Autónoma de Buenos Aires):
| Rango | Provincia                     | Nacidos en Francia | Porcentaje |
| ----- | ----------------------------- | ------------------ | ---------- |
| 1     | Ciudad de Buenos Aires (CABA) | 2.838              | 41,00 %    |
| 2     | Buenos Aires Provincia        | 1.838              | 26,27 %    |
| 3     | Córdoba                       | 488                | 6,97 %     |
| 4     | Mendoza                       | 310                | 4,43 %     |
| 5     | Santa Fe                      | 211                | 3,01 %     |
| 6     | Salta                         | 193                | 2,76 %     |
| 7     | Santa Cruz                    | 172                | 2,46 %     |
| 8     | Chubut                        | 154                | 2,20 %     |
| 9     | Río Negro                     | 119                | 1,41 %     |
| 10    | Tierra del Fuego              | 96                 | 1,37 %     |
| 11    | Misiones                      | 78                 | 1,11 %     |
| 12    | Tucumán                       | 75                 | 1,07 %     |
| 13    | Neuquén                       | 60                 | 0,85 %     |
| 14    | Jujuy                         | 55                 | 0,78 %     |
| 15    | Entre Ríos                    | 50                 | 0,71 %     |
| 16    | San Juan                      | 36                 | 0,51 %     |
| 17    | Santiago del Estero           | 33                 | 0,47 %     |
| 18    | Catamarca                     | 32                 | 0,45 %     |
| 19    | San Luis                      | 31                 | 0,44 %     |
| 20    | Corrientes                    | 27                 | 0,38 %     |
| 21    | La Rioja                      | 24                 | 0,34 %     |
| 22    | Chaco                         | 18                 | 0,26 %     |
| 23    | Formosa                       | 17                 | 0,25 %     |
| 24    | La Pampa                      | 16                 | 0,23 %     |
| TOTAL | Argentina                     | 6.995              | 100 %      |

## Instituciones notables
- Alianza Francesa

- Hospital Francés